# 杉下右京の密室
『杉下右京の密室』（すぎしたうきょうのみっしつ、The locked room mysteries of UKYO SUGISHITA ）は、碇卯人による日本の推理小説。

## 概要
テレビ朝日のテレビドラマ『相棒』シリーズのノベライズを手がける碇によるオリジナル小説の第3弾。

「大富豪の挑戦状」と「壁」の2編が収録されており、いずれも密室事件が物語のキーとなっている。時系列は「壁」はseason10とseason11の間に位置しており、右京の2代目相棒、神戸尊が警察庁へ異動した後で甲斐享が右京と知り合う前の出来事である。

## 大富豪の挑戦状
右京の下に、会社社長を務めていた大学時代の知人・高松啓文から、沖縄の無人島で新居の落成式を兼ねた早期退職のささやかなパーティーへの招待状が届く。宮古島近くにある久部良（くぶら）島へ赴いた右京は、招待主の高松からある相談を持ちかけられる。社長退陣前、社長室に盗聴器を仕掛け、経営情報を外部に漏らしていた取締役がいることに気付いた高松の命を狙っていた人物がおり、今回の右京以外のパーティーの参加者は、高松がその容疑があると考えている者を集めたという。ディナーの後、高松は容疑者たちが各々情報漏洩しうる理由を持っていたことを明かし、犯人に自首を求める右京にも純粋に推理のみで犯人を当てよとスタンガンで気絶させるという強硬手段に出る。犯人の指紋がついているという証拠品の盗聴器と、ディナーで容疑者が使用したワイングラスの指紋を照合すれば犯人は分かる、12時間以内に犯人を推理せよ、懺悔の機会も与えると挑発的に宣言し、高松は地階の海中展望室にこもってしまう。だが翌朝、その海中展望室で高松が刺殺体となって発見される。その後の右京の調べで、現場は入ったら内側からは出られない密室であることが判明する。

### 登場人物
杉下 右京（すぎした うきょう）
警視庁特命係 警部。

高松 啓文（たかまつ ひろふみ）
右京の東京大学時代の知人。コントラクトブリッジ愛好会に所属し、同じ知的なテーブルゲームであるチェスクラブに所属していた右京と交流があった。愛好会創設以来の天才プレイヤーとして名を馳せていた。
大学卒業後、半導体関係のベンチャー企業「セミコンZ」を起業し、日本の半導体全盛期を牽引した。
小柳津 聡（おやいづ さとし）
高松の個人秘書。高松の退職に合わせて、自身もセミコンZを退職した。
杠 丈太郎（ゆずりは じょうたろう）
セミコンZ経理担当取締役。財務分析に長けており、苫篠からの信頼も厚い。極度の閉所恐怖症。
苫篠 寛（とましの ゆたか）
セミコンZ社長。ギャンブルで借金を負ったことがある。
上垣外 恵理（かみがいと えり）
セミコンZ専務。宝石などの服飾品への浪費癖がある。
石川 卓（いしかわ すぐる）
セミコンZ取締役。筋肉質のスポーツマン体型。女癖が悪い。
高松 春美（たかまつ はるみ）
高松の妻。高松とはコントラクトブリッジの競技会で知り合った。
荒俣 俊（あらまた しゅん）
高松邸を設計した、那覇市在住の建築家。石川の知人。
八田 淑江（はった よしえ）
高松邸ハウスキーパー。
金城 直（きんじょう ただし）
高松邸コック。フランスで10年以上修業していた。

## 壁
アウトドアスポーツ用品の開発・販売を手がけるアウトドアドリーム社の秘書室に勤務する倉科麻子は、翌日に屋上のクライミングジムを利用したいという副社長の頼みで屋上の鍵を開けに行ったところ、蛆がたかりもはや判別不明となっている腐乱死体を見つける。着衣から遺体は8日前からアメリカへ出張に行っているはずの社長・渡潤一郎の可能性が浮上する。後頭部に傷があり、ボルダリング中に手を滑らせて転落し、死亡したのではないかとの捜査一課の見解を米沢は示すが、遺体の腰にボルダリングに不可欠な滑り止めのチョークバッグがなく、掌にも粉が付いていた痕跡がないこと、万が一事故があった時に発見が遅れるため、潤一郎が鍵を閉めてクライミングをする理由がないことなどから右京が疑いを持つ。また、唯一の窓は直径5センチ程度の小さな穴が開いた嵌めごろしの天窓のみで、現場は密室状態であり、ドアのサムターン錠は通常のものより回りにくい固い作りになっており、糸を使ったトリックも現実的ではなかった。事故なのか、事件なのか、事件ならば密室トリックはどのように作られたのか、右京の推理が冴え渡る。

### 登場人物
杉下 右京（すぎした うきょう）
警視庁特命係 警部。
米沢 守（よねざわ まもる）
警視庁刑事部鑑識課員。右京とは落語などの共通の趣味があり親しくしている。
伊丹 憲一（いたみ けんいち） / 三浦 信輔（みうら しんすけ） / 芹沢 慶二（せりざわ けいじ）
警視庁刑事部捜査一課の刑事トリオ。

渡 潤一郎（わたり じゅんいちろう）
アウトドアドリーム社の社長。フリークライミングが趣味で、自社のワタリビルの屋上にクライミングジムを増築した。自宅はビルの5階にある。
倉科 麻子（くらしな あさこ）
アウトドアドリーム社 社長秘書。篠山に頼まれ、屋上の開錠に行ったところ、遺体を発見する。
三条 良雄（さんじょう よしお）
アウトドアドリーム社総務部勤務。麻子とは同期で恋人。
篠山 融（しのやま とおる）
アウトドアドリーム社副社長。潤一郎とは大学の登山部の同級生。
渡 朋代（わたり ともよ）
渡の妻。父が営んでいた登山用品店を、婿養子に入った潤一郎が篠山と共にリニューアルした。
渡 邦子（わたり くにこ）
朋代の母。認知症を患っており、徘徊癖がある。
松金 穣（まつがね みのり）
ワタリビルの西隣の住人。8年ほど前に夫を交通事故で失い、息子と2人暮らし。クライミングジムの建設によって眺望権を侵害されたとクレームを入れた。
松金 環（まつがね かん）
穣の息子。父が亡くなった交通事故で脊髄を損傷し、下半身不随となり車椅子生活を送っている。事故後、引きこもりがちになっている。
西連寺 翔（さいれんじ しょう）
ステルス探偵事務所 所長。ネット犯罪がらみの調査を請け負うサイバー探偵。